# Neckera wallichii
Neckera wallichii là một loài rêu trong họ Neckeraceae. Loài này được (Brid.) Cardot ex Müll. Hal. mô tả khoa học đầu tiên năm 1850.